# Lucien Daudet
Lucien Daudet (11 tháng 6 năm 1878  - 16 tháng 11 năm 1946) là một nhà văn người Pháp, con trai của Alphonse Daudet và Julia Daudet. Mặc dù là một tiểu thuyết gia và họa sĩ nổi tiếng, anh ta không bao giờ thực sự có thể vượt qua được danh tiếng của cha mình và bây giờ chủ yếu được nhớ đến vì mối quan hệ của anh ta với tiểu thuyết gia Marcel Proust (Đi tìm thời gian đã mất). Daudet cũng là bạn của Jean Cocteau. 

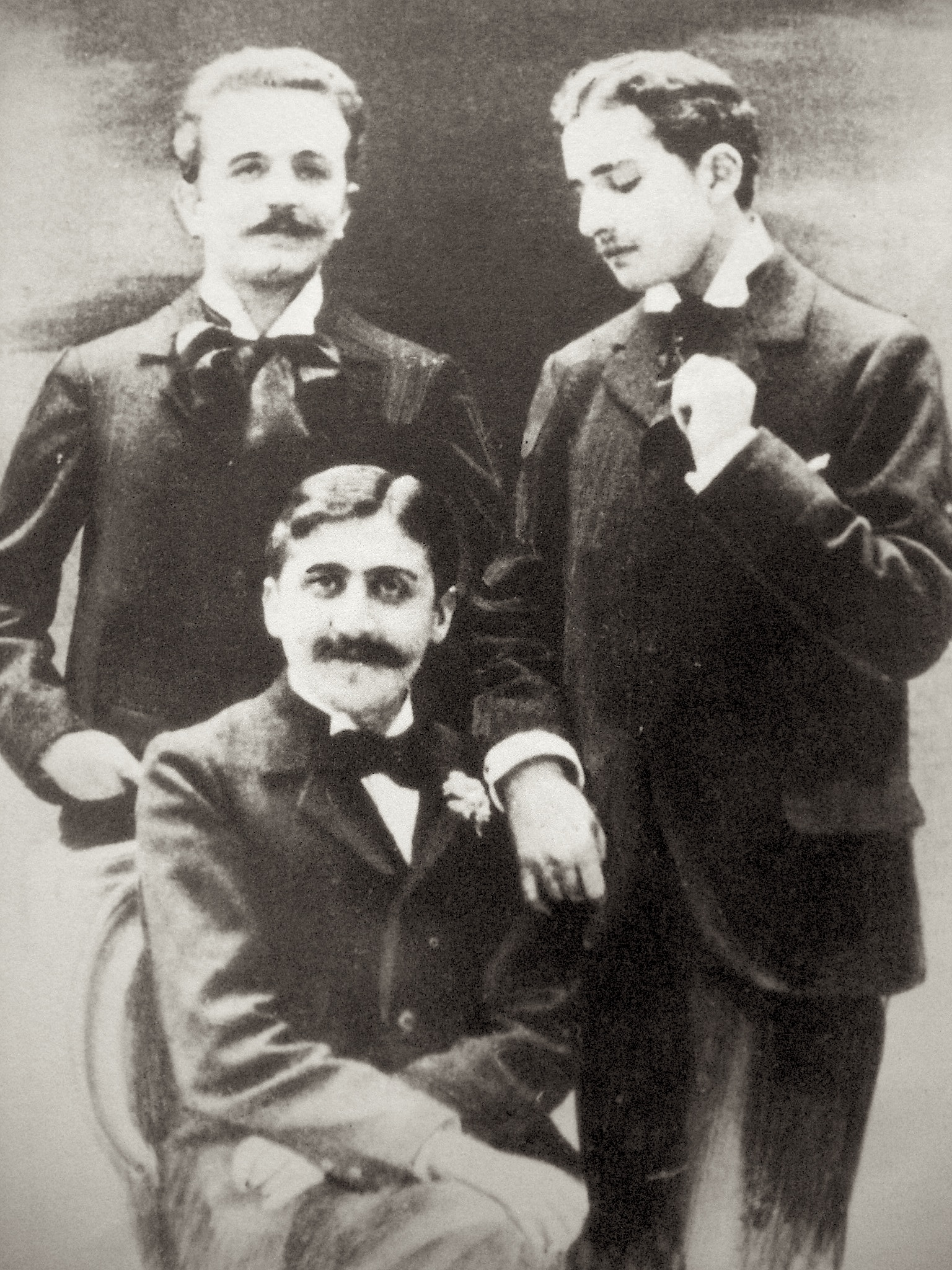
Marcel Proust (ngồi), Robert de Flers (trái) và Lucien Daudet (phải), khoảng 1894

Gia đình Daudet gồm có cha, Alphonse, mẹ Julia (nhũ danh Allard), Léon, anh trai, Edmée và Lucien. Mọi thành viên trong gia đình đều sáng tác: cha, mẹ, anh trai, chị gái, chị dâu (Marthe Allard dưới bút danh Pampille) và chú (Ernest Daudet). Lucien tự xuất bản khoảng mười lăm cuốn sách.
Theo Jean-Yves Tadié, Daudet là một người có học, rất đẹp trai, rất lịch lãm, là một thanh niên gầy gò và yếu đuối, với khuôn mặt dịu dàng và có phần ẻo lả sống một cuộc đời ăn chơi, khiến anh gặp Marcel Proust. Năm 1897, Jean Lorrain đã công khai đặt câu hỏi về bản chất của mối quan hệ của Proust với Lucien Daudet. Proust thách Lorrain đấu tay đôi với ngụ ý rằng Proust và Daudet là người yêu. Cả hai đều sống sót sau cuộc đấu.
Lucien Daudet cũng là một họa sĩ. Sau khi tham gia học tại Académie Julian, anh ta là học trò của Whistler và đã có một cuộc triển lãm cùng với Bernheim-Jeune vào năm 1906. Tableaux của ông không còn được biết đến ngoại trừ bởi những ám chỉ văn học về chúng (thư từ của Proust; catalog của Anna de Noailles).
Cả đời mình, Daudet bị cái bóng của cha mình che lấp trong lĩnh vực văn học ("Tôi là con trai của một người đàn ông có danh tiếng và tài năng trong nhiều thế hệ, tôi vẫn ở dưới bóng của ông"), và bởi Whistler trong hội họa ("Ông đã cho tôi một điều chắc chắn thích vẽ tranh, nhưng cũng rất khinh bỉ những thứ không thuộc hạng nhất... và tôi áp dụng sự khinh miệt này vào những gì tôi sáng tác. ")
Đến cuối đời, năm 1943, ông kết hôn với Marie-Thérèse, em gái của Pierre Benoit.